# マノン・ストラヒール
マノン・ストラヒール（Manon Stragier、女性、1999年3月12日 - ）は、ベルギーのバレーボール選手。ポジションはアウトサイドヒッター。ベルギー代表。

## 来歴
- クラブチーム

コルトレイク出身。2015年、Asterix AVO Beverenへ入団。2015/16、2016/17シーズンのベルギー国内リーグでは優勝を果たした。2017年、Volley Saturnus Michelbekeへ移籍し1年間プレーした。2018/19シーズンはVDK Gent Damesvolleyでプレーした。2019年、再びAsterix AVO Beverenへ加入し、ベルギー国内リーグでは2019/20、2020/21、2022/23、2023/24シーズンでタイトルを獲得し、2023/24シーズンの国内リーグではベストアウトサイドヒッターを受賞した。
- 代表チーム

アンダーカテゴリー代表として2015年、U-18欧州選手権で銅メダルを獲得した。2018年、シニア代表に初選出される。2019年、ネーションズリーグでは7位となった。2021年、欧州選手権に出場した。2022年、世界選手権に出場した。欧州選手権、パリ五輪予選に出場した。

## 球歴
- 世界選手権 - 2022年
- ネーションズリーグ - 2018年、2019年、2021年、2022年
- オリンピック予選 - 2019年、2023年
- 欧州選手権 - 2019年、2021年、2023年

## 受賞歴
- 2024年　2023/24ベルギー Liga A  ベストアウトサイドヒッター賞

## 所属クラブ
- Asterix AVO Beveren（2015-2017年）
- Volley Saturnus Michelbeke（2017-2018年）
- VDK Gent Damesvolley（2018-2019年）
- Asterix AVO Beveren（2019-）